# Bovingerode
Koordinaten: 51° 52′ 48″ N, 10° 36′ 36″ O
Bovingerode (auch: Bovenrode) ist eine Wüstung in der heutigen Stadt Bad Harzburg am nördlichen Harzrand. Sie ist südlich der heutigen Landesstraße L 501 gelegen und befindet sich etwa 500 Meter östlich des heutigen städtischen Wohngebiets am Woldsberg im Schimmerwald.

## Geschichte
Die auf dem Woldsberg erbaute Hasselburg, welche sich unweit der Siedlung befand, wurde vermutlich von den Herren von Veckenstedt erbaut und erwies sich als strategisch gut gelegen. Als ihre Position als Reichsvögte 1017 endete, fiel neben weiteren Wäldereien im Umland auch das Dorf Bovingerode in ihre Macht. Erstmals genannt wurde Bovingerode 1018 zusammen mit der Ruine Hasselburg.
Später gehörte Bovingerode zum Reichsgut der Harzburg und kam mit dieser 1180 an die Grafen von Wohldenberg. 1249 erwarben die Grafen von Wernigerode den Ort Bovingerode. Für die Wernigeröder Grafen war Bovingerode von entscheidender territorialer Bedeutung: Sie konnten mit dieser Ortschaft ihren Machtbereich weit in den Westen bis zur Nähe des zu jener Zeit zu den Wohldenberger Grafen gehörenden Burgbergs der Harzburg vorrücken und ihren Machtbereich ausbauen. Zudem konnte durch die Errichtung eines Wirtschaftshofes im Jahr 1254 ein großes wirtschaftliches Potenzial eröffnet werden. 1269 verpfändeten die Grafen Ludolf und Hermann von Wohldenberg auch die Harzburg mit weiteren Grundherrschaften an die Wernigeröder. 
Die Siedlung fiel 1323 wüst.
Nun nur noch als Flurname findet Bovingerode 1578 in „Datt Molendal bi dem Bovenrode“ und 1703 schlicht als „Das Bovenrode“ letzte Erwähnung.